# Régiment de Metz artillerie
Le régiment de Metz artillerie également appelé régiment d'artillerie de Metz  et  plus simplement régiment de Metz est un régiment d'artillerie du royaume de France, créé en 1720 à partir du bataillon de Certemont, du régiment Royal-Artillerie, devenu sous la Révolution le 2e régiment d'artillerie.

## Création et différentes dénominations
- 25 février 1720 : bataillon de Certemon du régiment Royal-Artillerie
- 31 mai 1728 : bataillon de Bréande
- 18 décembre 1743 : bataillon de Richecourt
- 15 décembre 1751 : bataillon de La Motte
- 1er janvier 1759 : brigade d'Invilliers
- 7 mars 1761 : brigade de Loyauté
- 15 octobre 1765 : régiment d'artillerie de Metz
- 1791 : 2e régiment d'artillerie

## Lieutenants-colonels, chefs de brigade et colonels
- 25 février 1720 : Charles du Plessier de Certemont
- 31 mai 1728 : Joseph Bonaventure Villiain de Bréande
- 18 décembre 1743 : François Raymond de Ronty vicomte de Richecourt
- 30 mars 1748 : N. de Fransure de Villers
- 15 décembre 1751 : Henri Charles de La Motte-Taffard
- 1er janvier 1759 : Louis Henri Ballard d'Invilliers
- 7 mars 1761 : Arnould de Loyauté
- 15 octobre 1765 : Gédéon Le Duchat d'Ouderne
- 10 septembre 1769 : Charles François Valentin de La Roche-Valentin
- 1er janvier 1777 : Jean-Baptiste Bertin de Presle
- 3 juin 1779 : Jean Claude Joachim de Faultrier de Corvol
- 19 avril 1782 : François Marie chevalier d'Aboville
- 19 juin 1785 : Bernard de Riverieulx de Jarlay
- 1er juin 1791 : François Claude de Rison

## Historique des garnisons, combats et batailles

### Bataillon de Certemont
En 1720, après la paix de La Haye, le 3e bataillon du régiment Royal-Artillerie, le bataillon de Certemont, après avoir été organisé à Vienne et devenu indépendant, se met en route pour Strasbourg. 
Il figure en 1725 aux grandes revues qui eurent lieu lors du passage dans cette ville de la princesse Marie Leszczynska, qui allait épouser Louis XV. 

### Bataillon de Bréande
Il fait, sous le nom de Bréande, dans le cadre de la guerre de Succession de Pologne, les campagnes de 1733 à 1735 à l'armée d'Allemagne. Son chef, Joseph Bonaventure Villiain de Bréande, est nommé brigadier pour les services qu'il rendit au siège de Philippsbourg. 
De 1741 à 1743, durant la guerre de Succession d'Autriche, le bataillon sert en Allemagne et sur le Rhin . 

### Bataillon de Richecourt
Devenu bataillon de Richecourt, il passe en 1744 à l'armée de Flandre, et on le trouve au siège de Furnes et au camp de Courtrai. 
En 1745 il combat à Fontenoy et fait les sièges de Tournai, de Termonde, d'Audenarde et d'Ath. 
Il est en 1746 au siège de Namur et à la bataille de Rocourt.
En 1747 il contribue à la conquête des places de la Flandre hollandaise, combat à Lauffeld et fait le siège de Berg-op-Zoom
En 1748 il sert à la prise de Maastricht. Le lieutenant-colonel, commandant le bataillon, François Raymond de Ronty vicomte de Richecourt mourut cette année, épuisé par les fatigues de la guerre.

### Bataillon de La Motte
Le bataillon, devenu La Motte, est en garnison à La Fère quand éclate la guerre de Sept Ans. Il est alors attaché aux armées d'Allemagne et se trouve en 1757 à la bataille de Hastenbeck et à l'expédition du Hanovre, et en 1758 à la bataille de Krefeld.

### Brigade d'Invilliers
En 1759, sous le nom de brigade d'Invilliers, le corps se fait remarquer au siège de Munster. 
En 1760, la brigade prend part aux batailles de Corbach, de Warburg et de Kloster Kampen.

### Brigade de Loyauté
L'année suivante, sous les ordres de Arnould de Loyauté, son nouveau chef, elle se distingue à la défense de Cassel et à la bataille de Villinghausen. 
A la paix, la brigade est mise en garnison à Metz.

### Régiment de Metz
C'est le 13 août 1765 qu'elle devint le « régiment d'artillerie de Metz ». Le régiment reçut, comme marque distinctive, des drapeaux d'ordonnance de même dessin que ceux de Royal-Artillerie, mais dont les couleurs furent le jaune et le gorge de pigeon.
En octobre 1766, le régiment part de Metz pour se rendre à Auxonne, qu'il quitte en septembre 1769 pour aller à La Fère. 
En septembre 1775, le régiment de Metz est placé à Douai, et en 1777 le 2e bataillon est envoyé à Saint-Malo, où quelques compagnies s'embarquent le 15 octobre pour les Antilles et participent, dans le cadre de la guerre d'indépendance des États-Unis, au siège de Savannah en 1779. 
Le 1er bataillon est dirigé l'année suivante sur La Rochelle, et fait partie en 1779 du camp assemblé à Saint-Jean-d'Angély sous les ordres du marquis de Voyer d'Argenson.
Deux compagnies du 1er bataillon furent à leur tour embarquées pour l'Amérique en avril 1780, et 2 autres suivirent le même chemin en 1781. À la fin de cette année, le colonel de Faultrier était à La Rochelle avec les 6 compagnies restantes du 1er bataillon.

Outre-mer, le lieutenant-colonel de Gimel commandait 4 compagnies de canonniers, 1 de bombardiers et 1 de sapeurs à l'armée de Rochambeau aux États-Unis. 5 compagnies gardaient Saint-Domingue ; les 3 autres étaient partagées entre les petites Antilles.

1 artilleur de ce régiment sont morts aux États-Unis durant guerre d'indépendance des États-Unis.
Le dépôt quitta La Rochelle au mois de juillet 1783 pour se rendre à Strasbourg , où il fut successivement rallié, en 1784, par les débris des compagnies qui avaient passé la mer et par 2 compagnies demeurées dans l'Aunis jusqu'à la confirmation de la paix.
Le régiment a été envoyé en octobre 1786 à Besançon, où il se trouvait encore lorsque la Révolution éclata, et où il fut maintenu sur la demande expresse des habitants, à cause de son excellente discipline.

### 2erégimentd'artillerie
La Révolution supprime les dénominations de l'ancien régime, les régiments sont numérotés. Le no 2 est attribué au régiment, en fonction de son ancienneté.

Devenu 2e régiment d'artillerie en 1791, il forme, en 1792, des compagnies à cheval. Il en fournit rapidement 3 , les 9e, 10e et 11e, qui portaient dans le 2e régiment les nos  21 , 22 et 23. La même année les compagnies à pied et à cheval furent dispersées dans les places de la Franche-Comté et de la Haute-Alsace, à Lyon, et aux armées du Nord et des Pyrénées orientales.

## Sources et bibliographie
- Louis Susane : Histoire de l'artillerie Française
- Pierre Montagnon : Histoire de l'armée française
- Historiques des corps de troupe de l'armée française (1569-1900)